# قصي خضر
قصي خضر (من مواليد 21 مايو 1978 في الرياض -)، مغني راب وكاتب أغاني ومذيع سعودي.

## البداية
بدأ اهتمامه وعشقه لموسيقى الراب في سنوات الطفولة، وشهدت بدايات التسعينات انطلاقته الفعلية، حيث بدأ العمل كـ«دي جي» في جدة من خلال الحفلات الخاصة، وكوَّن شهرة معقولة بين هذه الأوساط، كون مع أصدقائه مجموعة Jeddah Legends وفي عام 1994 أصدرت الفرقة ألبوماً موسيقياً، يحتوي على أغاني راب عربية تتحدث عن معالم جدة وحياة الشباب اليومية فيها، في عام 1996 انتقل قصي إلى الولايات المتحدة لإتمام دراسته الأكاديمية، فهو حاصل على درجة البكالوريوس في إدارة نظم المعلومات، ودرجة الماجستير في تخصص الموارد البشرية.
شهرة قصي خضر داخل السعودية بدأت تتنامى مع وصوله إلى جدة في عام 2002 لزيارة عائلته، من خلال نسخ مجانية أحضرها قصي معه من ألبومه الذي سُجل في الولايات المتحدة ليوزعه على أصدقائه ومعارفه مجانا، وليسافر بعدها ويترك ألبومه يتداول بكثرة في جدة وخاصة أغنية جدة التي تضمنها ألبومه.
وبعد انتهائه من دراسته الأكاديمية في عام 2005 نصحه أصدقاؤه بأن أمامه فرصة كبيرة للنجاح والتميز داخل الوطن، خاصة مع اتساع عدد محبي موسيقى الهيب هوب ليقرر خضر العودة، ويقوم بشحن أجهزته من شركته الخاصة في الولايات المتحدة، ويفتتح استوديو صغيرا في جدة.

## أغنيته
في سنة 2020 تم الإكتشاف بأنه يعمل في قناة كرتون نتورك بالعربية من خلال أغنية باسم (الآن في الحال ) بالتعاون مع صديقه المفضل عمار وقد نجحت هذه الأغنية بحصدها 2 مليون مشاهدة في اليوتيوب وبفضل الأغنية قبلت القناة أن يعمل قصي فيها لمدة عام متكامل والمدة هنا كالآتي:- 10 أكتوبر 2020 - 20 يناير 2021.